# Josef Häussler
Josef Häussler (ur. 1888, zm. ?) – zbrodniarz nazistowski, członek załogi niemieckiego obozu koncentracyjnego Dachau i SS-Scharführer.
Członek Waffen-SS od grudnia 1941, kiedy również rozpoczął służbę w obozie głównym Dachau jako strażnik. 5 kwietnia 1943 przeniesiony został do podobozu Allach na stanowisko Blockführera. 20 listopada 1943 skierowano go do podobozu Kettern, gdzie pełnił funkcje Blockführera i kierownika komanda więźniarskiego do 15 maja 1944. Powrócił następnie do obozu głównego Dachau, gdzie, do 15 września 1944, również był Blockführerem. Od 15 września 1944 do 7 stycznia 1945 sprawował z kolei funkcje Blockführera i zastępcy kierownika komanda więźniarskiego w Kettern. Wreszcie sprawował ponownie takie samo stanowisko w obozie głównym do 26 kwietnia 1945. W dniach 26 kwietnia – 1 maja 1945 uczestniczył w ewakuacji obozu.
W procesie załogi Dachau (US vs. Josef Häussler i inni), który miał miejsce w dniach 6–10 marca 1947 przed amerykańskim Trybunałem Wojskowym w Dachau skazany został na 3 lata pozbawienia wolności za bicie więźniów kijem i biczem w trakcie apeli.